# 林璞
林璞（1432年—？），潮州府海阳县人，明朝政治人物、进士出身。

## 生平
廣東鄉試第四名。成化五年（1469年）乙丑科會試第一百三十九名，殿試登進士第三甲第二十八名，授戈阳县知县。

## 家族
曾祖林貴銘。父亲林儕。